# Nederlandse Antillen op de Olympische Zomerspelen 1984
De Nederlandse Antillen nam deel aan de Olympische Zomerspelen 1984 in Los Angeles, Verenigde Staten. Het was de zevende deelname aan de Zomerspelen.
De acht deelnemende sporters, allen debuterend, wisten geen medailles te winnen.

## Deelnemers & Resultaten
(m) = mannen, (v) = vrouwen 
| Sport            | Olympiër                      | Discipline     | Resultaat        | Prestatie                       |
| ---------------- | ----------------------------- | -------------- | ---------------- | ------------------------------- |
| Atletiek         | Julien Thode (1)              | 100 m (m)      | series           | series: 10,92                   |
| Atletiek         | Julien Thode (1)              | 200 m (m)      | series           | series 1: 21,62 series 2: 21,45 |
| Atletiek         | Evelyne Farrell (1)           | 100 m (v)      | series           | series: 11,94                   |
| Atletiek         | Soraima Martha (1)            | 200 m (v)      | series           | series: 25,56                   |
| Zwemmen          | Hilton Woods (1)              | 100 m vrij (m) | 40e tijd         | series: 53,92                   |
| Zwemmen          | Evert Johan Kroon (1)         | 100 m vrij (m) | 51e tijd         | series: 55,20                   |
| Zwemmen          | Evert Johan Kroon (1)         | 200 m vrij (m) | 38e tijd         | series: 1.57,05                 |
| Zwemmen          | Evert Johan Kroon (1)         | 400 m vrij (m) | 32e tijd         | series: 4.12,60                 |
| Zwemmen          | Petra Bekaert (1)             | 100 m rug (v)  | 30e tijd         | series: 1.10,60                 |
| Synchroonzwemmen | Esther Croes (1)              | solo           | laatste 18       | niet gestart                    |
| Synchroonzwemmen | Esther Croes (1)              | solo           | voorkwalificatie | gekwalificeerd                  |
| Synchroonzwemmen | Nicole Hoevertsz (1)          | solo           | voorkwalificatie | uitgeschakeld                   |
| Synchroonzwemmen | Esther Croes Nicole Hoevertsz | duet           | 18e              |                                 |

Algerije · Amerikaanse Maagdeneilanden · Andorra · Antigua en Barbuda · Argentinië · Australië · Bahama’s · Bahrein · Bangladesh · Barbados · België · Belize · Benin · Bermuda · Bhutan · Birma · Bolivia · Bondsrepubliek Duitsland · Botswana · Brazilië · Britse Maagdeneilanden · Canada · Centraal-Afrikaanse Republiek · Chili · China · Chinees Taipei · Colombia · Congo-Brazzaville · Costa Rica · Cyprus · Denemarken · Djibouti · Dominicaanse Republiek · Ecuador · Egypte · El Salvador · Equatoriaal-Guinea · Fiji · Filipijnen · Finland · Frankrijk · Gabon · Gambia · Ghana · Grenada · Griekenland · Groot-Brittannië · Guatemala · Guinee · Guyana · Haïti · Honduras · Hongkong · Ierland · IJsland · India · Indonesië · Irak · Israël · Italië · Ivoorkust · Jamaica · Japan · Joegoslavië · Jordanië · Kaaimaneilanden · Kameroen · Kenia · Koeweit · Lesotho · Libanon · Liberia · Liechtenstein · Luxemburg · Madagaskar · Malawi · Maleisië · Mali · Malta · Marokko · Mauritanië · Mauritius · Mexico · Monaco · Mozambique · Nederland · Nederlandse Antillen · Nepal · Nicaragua · Nieuw-Zeeland · Niger · Nigeria · Noord-Jemen · Noorwegen · Oeganda · Oman · Oostenrijk · Pakistan · Panama · Papoea-Nieuw-Guinea · Paraguay · Peru · Portugal · Puerto Rico · Qatar · Roemenië · Rwanda · Salomonseilanden · Samoa · San Marino · Saoedi-Arabië · Senegal · Seychellen · Sierra Leone · Singapore · Soedan · Somalië · Spanje · Sri Lanka · Suriname · Swaziland · Syrië · Tanzania · Thailand · Togo · Tonga · Trinidad en Tobago · Tsjaad · Tunesië · Turkije · Uruguay · Venezuela · Verenigde Arabische Emiraten · Verenigde Staten · Zaïre · Zambia · Zimbabwe · Zuid-Korea · Zweden · Zwitserland